# Beuvrequen
Beuvrequen is een gemeente in het Franse departement Pas-de-Calais (regio Hauts-de-France) en telt 392 inwoners (1999). De plaats maakt deel uit van het arrondissement Boulogne-sur-Mer.

## Geografie
De oppervlakte van Beuvrequen bedraagt 4,7 km², de bevolkingsdichtheid is 83,4 inwoners per km².
De onderstaande kaart toont de ligging van Beuvrequen met de belangrijkste infrastructuur en aangrenzende gemeenten.

## Demografie
Onderstaande figuur toont het verloop van het inwonertal (bron: INSEE-tellingen).